# Marton Éva
Marton Éva (született Heinrich) (Budapest, 1943. június 18. –) A Magyar Szent István-renddel és a Nemzet Művésze címmel kitüntetett, Kossuth-díjas magyar opera-énekesnő, drámai szoprán, a Halhatatlanok Társulatának örökös tagja. 2017-ben a Forbes őt választotta az 5. legbefolyásosabb magyar nőnek a kultúrában. A legtöbbet díjazott művész a magyar opera világában.

## Élete
Zeneakadémiai tanulmányai után 1968-ban szerződtette a Magyar Állami Operaház. Itt szinte azonnal főszerepekben mutatkozott be; Rimszkij-Korszakov Az aranykakas, Händel Rodelinda, Puccini Tosca és Manon Lescaut című operáiban. A kritika és a közönség rögtön felfigyelt szép színű, nagy vivőerejű hangjára.
1972-ben Christoph von Dohnányi meghívására a frankfurti operához szerződött, itt kezdődött diadalmas nemzetközi pályafutása. Még abban az évben fellépett a Firenzei Fesztiválon Rossini Tell Vilmos című dalművében, majd 1973-ban Bécsben és 1974-ben Münchenben mutatkozott be. Ezután sorra érkeztek a meghívások a világ nagy zenei központjaiból.
1976-ban a New York-i Metropolitan Operában debütált Wagner A nürnbergi mesterdalnokok című operájában. Ezt követően még 93 alkalommal lépett fel a világhírű színház színpadára. Többek között a Fidelio Leonoráját, az Elektra Krüszothemészét, a Lohengrin Elsáját és Ortrudját, a Tannhäuser Erzsébetjét, a Trubadur Leonoráját (utóbbi produkcióban partnere Luciano Pavarotti volt), Salomét, Toscát és természetesen Turandotot alakította. E szerepben 1987-ben mutatkozott be a MET-ben. Az előadást Franco Zeffirelli rendezte, James Levine vezényelt. Kalaf herceget Plácido Domingo énekelte. Az előadásról filmfelvétel is készült. Leghíresebb szerepe – a Tosca mellett – a Turandot, melyet először a bécsi Staatsoperben énekelt el, 1983 szeptemberében, Lorin Maazel vezényletével. Partnerei José Carreras és Katia Ricciarelli voltak.
Ugyanezen év októberében New Yorkban, a Metropolitan Opera megnyitásának 100. évfordulójára rendezett gálaesten ő énekelte a nyitószámot („In questa reggia” – Turandot áriája).
Turandot és Tosca mellett harmadik emblematikus szerepe Richard Strauss Elektrájának címszerepe. 1989-ben a Bécsi Állami Operaházban énekelte el először a szerepet, az előadást Claudio Abbado vezényelte. 1990-ben a londoni Covent Garden operában Solti György vezényletével szintén Elektrát énekelt, az előadás rendezője Götz Friedrich volt.
1991-ben a New York-i Carnegie Hallban, Lorin Maazel és a Bécsi Filharmonikusok közreműködésével, óriási sikerrel énekelte az Elektrát egy koncertszerű előadáson. E szerepében lemezfelvétel is őrzi alakítását, valamint DVD felvétel a bécsi produkcióról.
Magyarországon 1986-ban énekelte el Turandot szólamát, partnere Molnár András volt. 1990-ben a Magyar Állami Operaházban a Tannhäuser Erzsébetjeként lépett színpadra. Negyedszázados operaénekesi jubileumát a Magyar Állami Operaházban ünnepelte, a Bánk bán Gertrudisát alakította, 1993-ban.
2004-ben Katharina Wagner vitatott Lohengrin-produkciójában Ortrudot alakította a Magyar Állami Operaházban, majd ugyanitt 2005-ben Leoš Janáček Jenůfa című operájában Kostelnickát énekelte nagy sikerrel.
Hatalmas repertoárjából – a már említetteken kívül – kiemelkedik Wagner Ringjének Brünnhildéje, a Lohengrin Elzája és Ortrudja, Elektra és Salome Richard Strauss dalműveiben, Bartók Kékszakállújának Judit szerepe, Beethoven Fideliója. Számos lemez- és videófelvétele készült. Az operett és a dal műfajában egyaránt kiváló produkciókat nyújtott.
2002-ben elvállalta a Miskolci nemzetközi operafesztivál művészeti vezetője tisztségét, amelyet 2007-ig látott el. 2005-ben kinevezték a Liszt Ferenc Zeneművészeti Egyetem tanszékvezetőjévé az ének tanszékre.
Az operaszínpadtól 2008 márciusában köszönt el, a barcelonai Gran Teatro del Liceu-ban Richard Strauss Elektra című operájában Klütaimnésztra szerepét énekelte.
A Magyar Művészeti Akadémia rendes tagja, 2012-től 2014-ig a Színházművészeti Tagozat vezetője, 2014-től 2017-ig az MMA elnökségi tagja volt.

## Családja
Férje dr. Marton Zoltán orvos, gyermekei ifj. Marton Zoltán és Marton Diana.

## Elismerései
- 1980 – „Ezüst Rózsa” a Milánói Scalában, Olaszország
- 1981 – Jelölés Grammy díjra: (Korngold: Violanta, CBS)
- 1981 – Az Év Énekese a New York Times szerint, MET, New York, USA
- 1982 – Az Év Művésze a New York Times szerint, MET, New York, USA
- 1983 – Az Amerikai-Magyar Alapítvány díja, New York, USA
- 1984 – „Grosse Lob” díj, Orpheus, Berlin, Németország
- 1986 – Az Év Énekese a The New York Times szerint, MET, New York, USA
- 1987 – Kamaraénekes a Bécsi Állami Operaháznál, Bécs, Ausztria
- 1989 – „Csillag Aranyban” díj, Budapest
- 1991 – Jelölés Grammy-díjra: (R.Strauss: Elektra, EMI)
- 1991 – Jelölés: Sir Laurence Olivier-díj (R.Strauss: Elektra) London, Anglia
- 1991 – Bartók–Pásztory-díj
- 1991 – A Bécsi Állami Operaház Örökös Tagja, Bécs, Ausztria
- 1991 – Mario del Monaco-díj, Fano, Olaszország
- 1993 – A chicagói Lyric Opera John W. Seabury-díja, Chicago, USA
- 1994 – A Magyar Köztársasági Érdemrend középkeresztje
- 1996 – Ferencváros díszpolgára
- 1997 – Kossuth-díj
- 1997 - „A Magyar Hírnévért Díj”, Budapest
- 1998 - „Inter-Lyra Díj”, Budapest
- 1999 – Örökös tag a Halhatatlanok Társulatában
- 2001 – A Millenium Health Foundation díja, New York, USA
- 2003 – A Magyar Köztársasági Érdemrend középkeresztje a csillaggal
- 2004 – Miskolci Múzsa díj
- 2006 – „Persian Golden Lioness” Díj, Irán
- 2008 – Miskolc díszpolgára
- 2009 – Pro Cultura Hungarica
- 2009 – Arany Medalion, a barcelonai Teatro Liceu kitüntetése, Spanyolország
- 2009 – A Szegedi Tudományegyetem díszdoktora, Szeged
- 2010 – „ISO” d’ORO életmű díj, Graz, Ausztria
- 2012 – Magyar Corvin-lánc
- 2012 – Szegedi Tudományegyetem díszdoktora
- 2013 – Hazám-díj[2]
- 2013 – Prima Primissima díj
- 2014 – A Nemzet Művésze
- 2015 – Budapest díszpolgára[3]
- 2016 – Magyar Szent István-rend
- 2017 – Józsefváros díszpolgára
- 2019 – Kennedy Center Művészeti Arany Medálja[4]
- 2021 – Kazahsztán Ének Akadémia Arany Medal díj
- 2023 – A Magyar Állami Operaház örökös tagja
- 2023 – A Magyar Állami Operaház Mesterművésze[5]

Marton Éva 1980-ban az „Év énekesnője” volt Milánóban (Ezüst Rózsa-díj), 1989-ben Bécsben elnyerte a „Kamaraénekesnő” megtisztelő címet. New Yorkban háromszor választották az „Év énekesnőjévé” (1981, 1982 és 1987).
2009 októberében a barcelonai Gran Teatre del Liceu Marton Évát aranyérmével tüntette ki. Az elismerést abból az alkalomból, újították fel (1979-ben adták át legutóbb Plácido Domingónak), hogy az újjáépített és kibővített operaházat, amely 1994 januárjában szinte teljesen kiégett, 1999 októberében nyitották meg újra. A mintegy 10 dekás aranyérmet a Liceuhoz és közönségéhez kötődő tíz világhírű művész kapta meg (Marton Éván kívül például Edita Gruberová, Jelena Obrazcova, Dolora Zajick, José Carreras és Juan Pons). Továbbá Inter-Lyra-díjban részesült.

## Felvételei
A felsorolás a legfontosabb hangfelvételeket és DVD kiadványokat tartalmazza. Nem szerepelnek a listán a VHS-videokiadványok.

### CD-k
- Bartók Béla: A kékszakállú herceg vára

Judit + Samuel Ramey; Fischer Ádám, Magyar Állami Hangversenyzenekar. CBS
- Boito: Mefistofele

Margherita/Elena + Samuel Ramey, Plácido Domingo; Giuseppe Patané, Magyar Állami Hangversenyzenekar. Sony
- Bottesini: Works for Double Bass, Vol 3

+ Járdányi Gergely, Lantos István. Hungaroton
- Catalani: La Wally

Wally + Francesco Ellero d'Artegna, Francisco Araiza, Alan Titus, Julie Kaufmann; Pinchas Steinberg, Münchner Rundfunkorchester. BMG/Eurodisc
- D'Albert: Tiefland

Marta + Rene Kollo, Bernd Weikl, Kurt Moll, Carmen Anhorn; Marek Janowski, Münchner Rundfunkorchester. Acanta
- Erkel Ferenc: Bánk bán

Gertrud + Molnár András, Gurbán János, Daróczy Tamás, Gáti István, Kertesi Ingrid; Oberfrank Géza, Budapesti Szimfonikusok. Alpha Line Records
- Erkel Ferenc: Bánk bán

Gertrud + Kiss B. Attila, Rost Andrea, Kováts Kolos, Gulyás Dénes, Miller Lajos, Sólyom-Nagy Sándor; Pál Tamás, A Magyar Millennium Zenekara. Warner Music
- Giordano: Andréa Chénier

Maddalena + José Carreras, Giorgio Zancanaro; Giuseppe Patané, Magyar Állami Hangversenyzenekar. CBS
- Giordano: Andréa Chénier

Maddalena + Plácido Domingo, Renato Bruson; Bruno Bartoletti, Lyric Opera of Chicago. Gala
- Giordano: Fedora

Fedora + José Carreras, Martin János, Gregor József, Kincses Veronika; Giuseppe Patané, Magyar Rádió és Televízió Szimfonikus Zenekara. CBS
- Korngold: Violanta

Violanta + Siegfried Jerusalem, Walter Berry, Horst R. Laubenthal, Ruth Hesse; Marek Janowski, Münchner Rundfunkorchester. CBS
- Liszt Ferenc: Szent Erzsébet legendája

Erzsébet + Kováts Kolos, Sólyom-Nagy Sándor, Gregor József, Gáti István, Farkas Éva; Joó Árpád, Magyar Állami Hangversenyzenekar. Hungaroton
- Mahler: Symphony No. 2

+ Jessye Norman; Lorin Maazel, Wiener Philharmoniker. Sony
- Ponchielli: La Gioconda

Gioconda + Giorgio Lamberti, Sherrill Milnes, Samuel Ramey, Budai Lívia, Anne Gjevang; Giuseppe Patané, Magyar Állami Hangversenyzenekar. CBS
- Puccini: Románcok és áriák

+ Kovács László, Miskolci Szimfonikus Zenekar. Hungaroton
- Puccini: Tosca

Tosca + José Carreras, Juan Pons; Michael Tilson Thomas, Magyar Állami Hangversenyzenekar. Sony
- Puccini: Tosca

Tosca + Giacomo Aragall, Kostas Paskalis; Alberto Erede, Wiener Staatsoper. MYTO
- Puccini: La Fanciulla del West (Nyugat lánya)

Minnie + Dennis O'Neill, Alain Fondary; Leonard Slatkin, Münchner Rundfunkorchester. RCA
- Puccini: Turandot

Turandot + José Carreras, Katia Ricciarelli; Lorin Maazel, Orchester der Wiener Staatsoper. CBS
- Puccini: Turandot

Turandot + Ben Heppner, Margaret Price; Roberto Abbado, Münchner Rundfunkorchester. RCA
- Respighi: Semirama

Semirama + Lando Bartolini, Miller Lajos, Polgár László, Kincses Veronika; Lamberto Gardelli, Magyar Állami Hangversenyzenekar. Hungaroton
- Rossini: Guglielmo Tell (Tell Vilmos)

Matilde + Nicolai Gedda, Norman Mittelmann; Riccardo Muti, Orchestra del Maggio Musicale Fiorentino Bongiovanni
- Schönberg: Erwartung/Wagner: Wesendonck Lieder/Tristan und Isolde:Liebestod

+ John Carewe, Kovács János, Budapest Symphony Orchestra. Hungaroton
- Schönberg: Gurre-Lieder (Gurre-dalok)

+ Gary Lakes; Zubin Mehta, New York Philharmonic. Sony
- Strauss: Salome

Salome + Bernd Weikl, Heinz Zednik, Brigitte Fassbaender; Zubin Mehta, Berliner Philharmoniker. Sony
- Strauss: Elektra

Elektra + Marjana Lipovsek, Cheryl Studer, Bernd Weikl, Hermann Winkler; Wolfgang Sawallisch, Symphonie-Orchester des Bayerischen Rundfunks. EMI
- Wagner: A walkür

Brünnhilde + James Morris, Reiner Goldberg, Matti Salminen, Cheryl Studer, Waltraud Meier; Bernard Haitink, Symphonie-Orchester des Bayerischen Rundfunks. EMI
- Wagner: Siegfried

Brünnhilde + Siegfried Jerusalem, James Morris, Peter Haage, Theo Adam, Kurt Rydl, Jadwiga Rappe, Kiri Te Kanawa; Bernard Haitink, Symphonie-Orchester des Bayerischen Rundfunks. EMI
- Wagner: Götterdämmerung (Istenek alkonya)

Brünnhilde + Siegfried Jerusalem, John Tomlinson, Thomas Hampson, Theo Adam, Marjana Lipovsek, Bundschuh; Bernard Haitink, Symphonie-Orchester des Bayerischen Rundfunks. EMI
- Wagner: Lohengrin

Ortrud + Ben Heppner, Sergei Leiferkus, Bryn Terfel, Jan-Hendrik Rootering, Sharon Sweet; Colin Davis, Symphonie-Orchester des Bayerischen Rundfunks. RCA
- Zemlinsky/Schönberg/Schreker/Korngold: Gesange, …

+ John Carewe, Budapest Symphony Orchestra. Hungaroton

### DVD-k
- Albéniz: Merlin

Morgan le Fay + David Wilson-Johnson, Stuart Skelton, Caroö Vaness; José de Eusebio, Orchestra of the Teatro Real, Madrid.
- Giordano: Andréa Chénier

Maddalena + José Carreras, Piero Capucilli; Richard Chailly, Wiener Staatsoper. Warner
- Erkel Ferenc: Bánk bán

Gertrud + Kiss B. Attila, Rost Andrea, Kováts Kolos, Gulyás Dénes, Miller Lajos, Sólyom-Nagy Sándor; Pál Tamás, A Magyar Millennium Zenekara. Budapest Film
- Ponchielli: La Gioconda

Gioconda + Plácido Domingo, Matteo Manuguerra, Ludmilla Semtschuk, Kurt Rydl; Fischer Ádám, Wiener Staatsoper. Arthaus
- Puccini: Tosca

Tosca + Giacomo Aragall, Ingvar Wixell; Daniel Oren, Orchester Arena di Verona. Kultur Video
- Puccini: Tosca

Tosca + Lamberto Furlan, John Shaw; Alberto Erede, Australian Opera Sydney. Kultur Video
- Puccini: Turandot

Turandot + David Hockney, Michael Sylvester, Lucia Mazzaria; Donald Runnicles, San Francisco Opera. Arthaus
- Strauss: Elektra

Elektra + Brigitte Fassbaender, Cheryl Studer, Franz Grundheber; Claudio Abbado, Wiener Staatsoper. Arthaus
- Strauss: Die Frau ohne Schatten (Az árnyék nélküli asszony)

Barak felesége + Götz Friedrich, Cheryl Studer, Marjana Lipovsek, Thomas Moser, Robert Hale; Solti György, Salzburger Festspiele. DECCA
- Verdi: A trubadúr

Leonora + Luciano Pavarotti, Sherill Milnes, Dolora Zajick; James Levine, Metropolitan Opera New York. DG
- Wagner: Lohengrin

Elsa + Peter Hofmann, Leif Roar, John Macurdy, Leonie Rysanek; James Levine, Metropolitan Opera New York. Pioneer
- Wagner: Tannhäuser

Elisabeth + Richard Cassilly, Bernd Weikl, John Macurdy, Tatiana Troyanos; James Levine, Metropolitan Opera New York. Pioneer

## Könyv
- 1990-ben ajánlást írt a Beszélő hárfa: Arisztid von Würtzler c. könyvhöz. Korábban lemezt készített a hárfással és együttesével, a New York Harp Ensemble-vel.